# 姫路競馬場
姫路競馬場（ひめじけいばじょう）は、兵庫県姫路市にある地方競馬の競馬場である。正式名は姫路公園競馬場（ひめじこうえんけいばじょう）。主催者は兵庫県競馬組合。
本項では併設されている中央競馬の場外勝馬投票券発売所であるウインズ姫路（姫路競馬場内）（ウインズひめじ ひめじけいばじょうない）についても記述する。
兵庫競馬そのものの集客・売上不振や園田競馬場のナイター開催導入の影響で2012年秋を最後に本場開催がなくなっていたが、2020年1月8シーズンぶりに本場開催が復活、以来毎年1月から3月に本場開催を行っている。詳細は後述。

## 概要

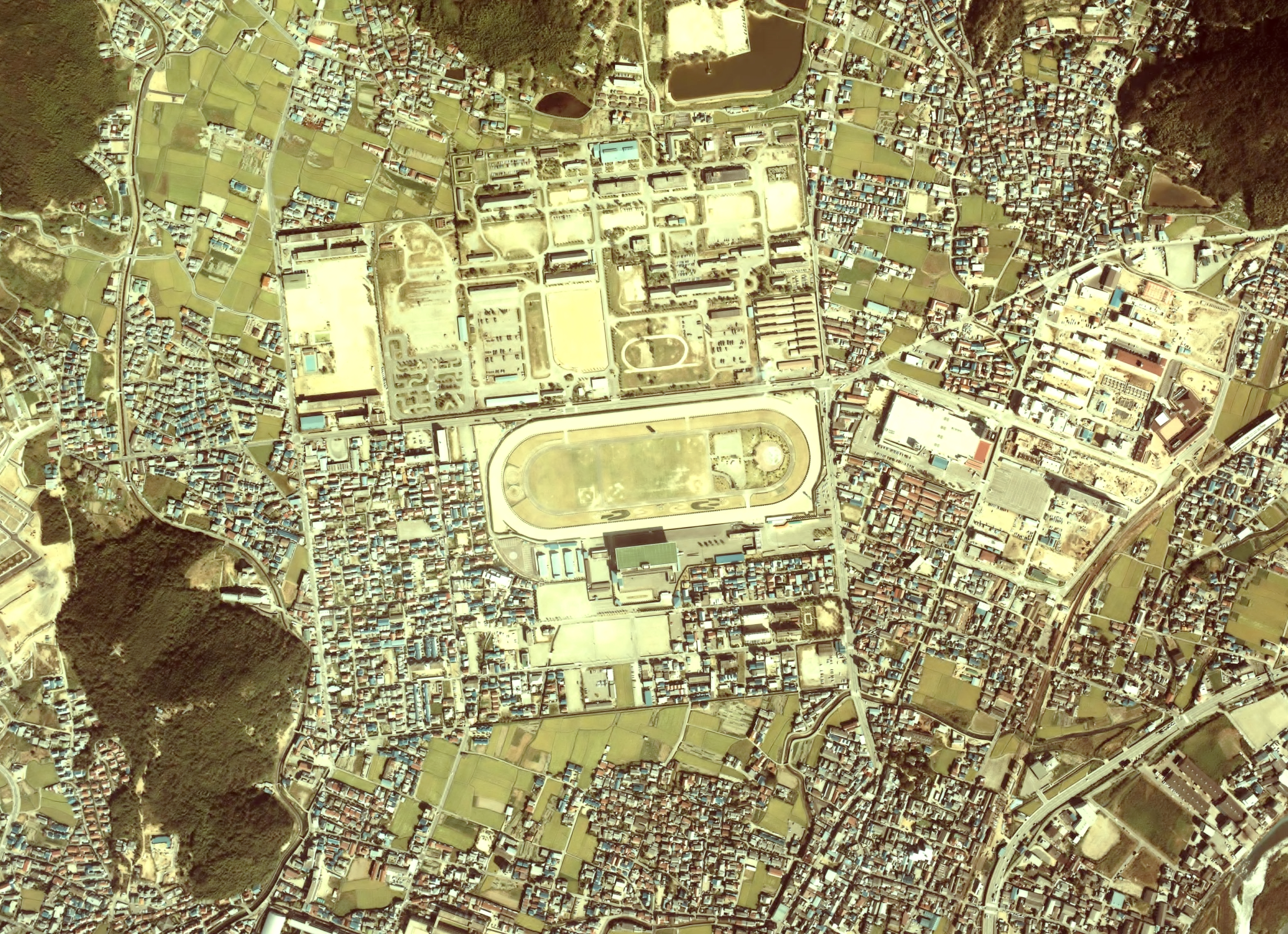
姫路競馬場付近の空中写真。1980年撮影。

前身の淡路競馬場が廃止された際に、それに代わる形で1949年（昭和24年）に開設された。姫路公園競馬場の名の通り競馬場全体が公園となっており、コース内側は場外発売時の駐車場やイベント等に対応可能な芝生広場、児童遊園が整備され、馬場内公園への入り口も設けられている。
2005年8月よりD-Net（地方競馬全国統一電話投票システム）に加盟し、それに付随してオッズパークにも加盟している。

## 施設概要
- 収容人員 15400人
- 入場料無料[2]
  - 2012年9月の休止になる前は入場料100円であった。再開時の2020年の2回12日間開催時から入場料が無料となった。
  - 特別席は有料となる。
- 有料駐車場は開催時1000円、場外発売時500円（15時30分以降の入場は無料）
  - 場外発売時は、コース内側も駐車場として開放される。

### 施行距離
- ダートコースのみ、右回り、1周1200m（勾配はなく、コース全体が平坦）
- 直線 230m
  - 園田競馬場より1周距離と直線距離は長いが、スパイラルカーブを採用していないためコーナーはきつくなっている。
- フルゲート 12頭
- 競走施行距離 800m, 1400m, 1500m, 1800m, 2000m

### 施設
- 大型映像装置と着順掲示板
  - 2004年11月までは大型映像装置がなかったため、向正面に設置されていた着順掲示板の下部にある帯状の電光掲示板にてレース名と払戻金を表示していた。
  - 2003年1月に中央競馬の場外馬券発売が開始されてからは、日本ダービーやジャパンカップ、有馬記念などのビッグレース開催日に限り、馬場内に移動式の大型映像装置を設置して対応していた（2004年11月まで）。
  - 2004年12月、コース内側に大型映像装置「スーパーカラービジョン」（初代、315インチ）が完成。
  - 2018年12月より新型（2代目）の大型映像装置が稼働した。2020年の姫路競馬再開以降は着順掲示も大型映像装置にて対応するため、長年使用されてきた着順掲示板については廃止となり、撤去された[3]。

- パドック掲示板
  - パネル式で、2020年の開催再開後も引き続き使用されている[4][5][6][7]。
    - 建物の1階が当該レースに騎乗する騎手の待機所、2階が掲示板となっている。
    - 最上部にレース番号（第◯競走）、距離（◯メートル）、馬場状態（馬場◯）を表示しており、◯部分はその都度専用プレートを入れ替えて対応している。ただし、レース名の表示は出来ない。
    - 枠番、馬番、馬名、負担重量、超過重量（見習騎手の印）、騎手名、馬体重の表示は両面にセッティングが可能な4分割の回転式掲示板で行っており、レース毎に回転させて入れ替えられるようになっている（左半分で馬番の1～6番、右半分で7～12番を表示）。兵庫県競馬所属騎手には専用のネームプレートがあり、馬名、JRAの騎手名と地方他場の騎手名、馬体重については女性スタッフがチョークで手書きしている。

### その他の施設
- 正入場門寄りに食堂・無料休憩所がある。
- メインスタンド1階に喫茶店と競馬新聞専門の売店がある。通常グッズの販売は行っていないが、中央競馬の場外馬券発売時に日本ダービーや有馬記念などのビッグレース開催日に限り、グッズのワゴン販売を行っている。
- スタンド4階に卓球場（16台）、スタジオ（2室）を設けられている。
- 内馬場には洪水調節池でもある、人工芝サッカー場が供用されている。
- 場内に騎手が使用する調整ルームは設けられていない。兵庫所属騎手は開催前日に園田競馬場の調整ルームに入り、開催中は園田と姫路を行き来する[8]。

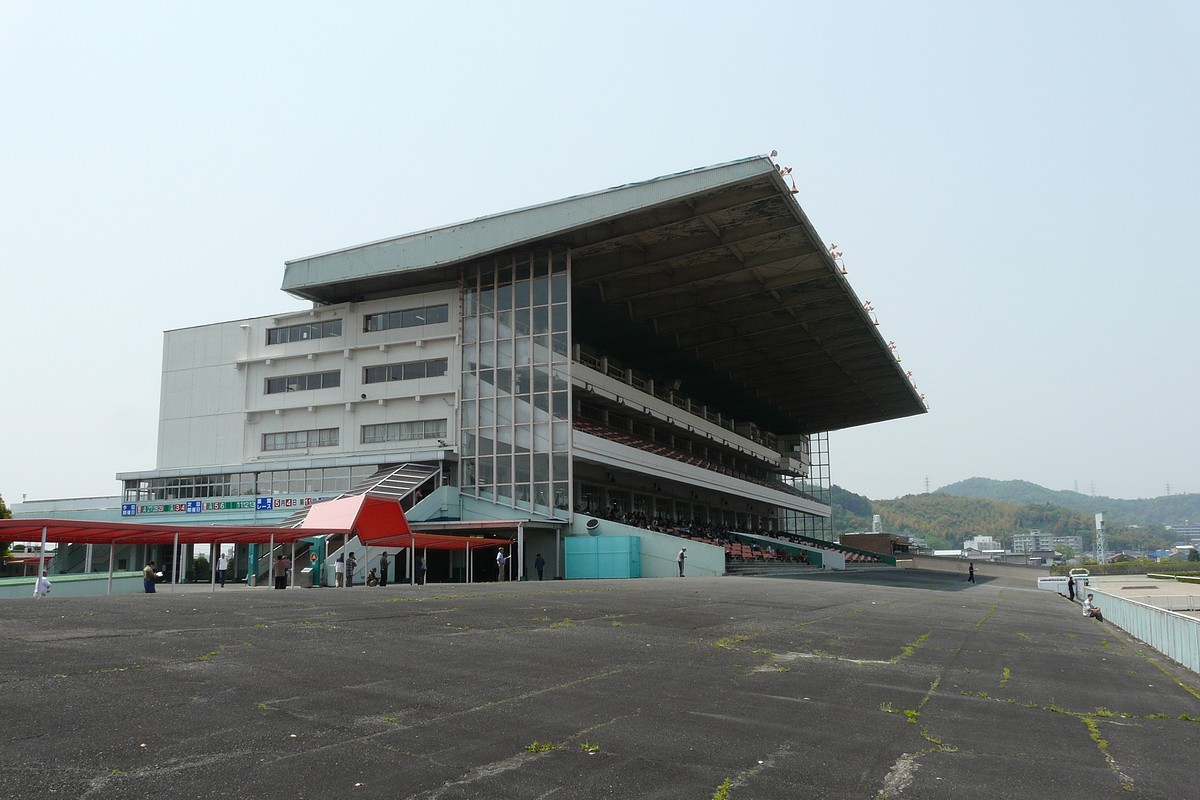
観客席（2010年）
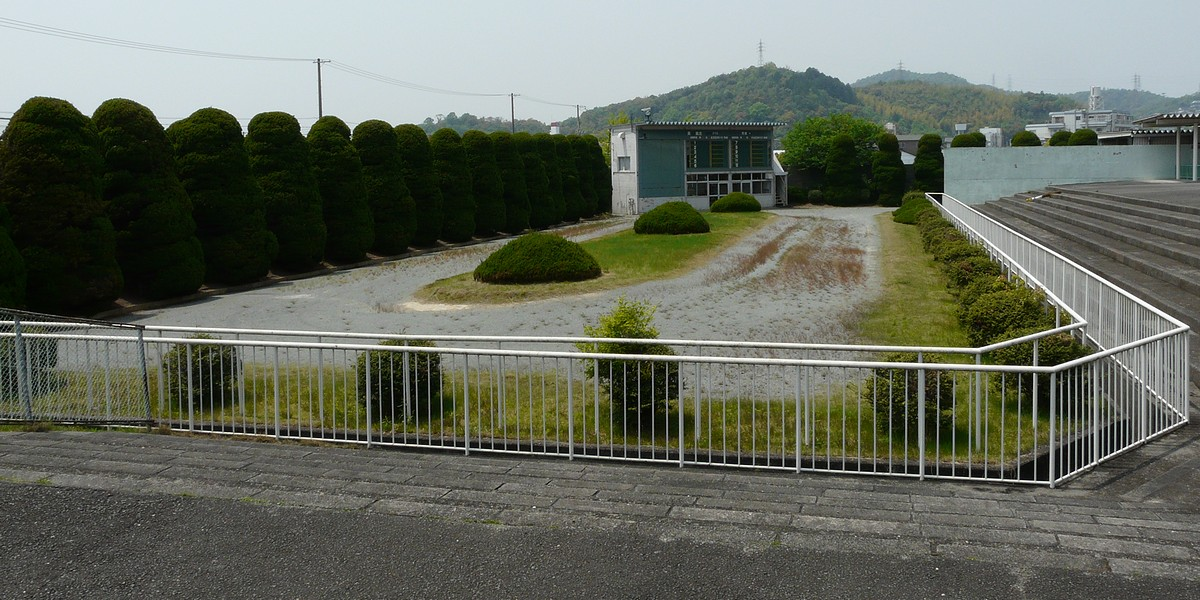
パドック（2010年）
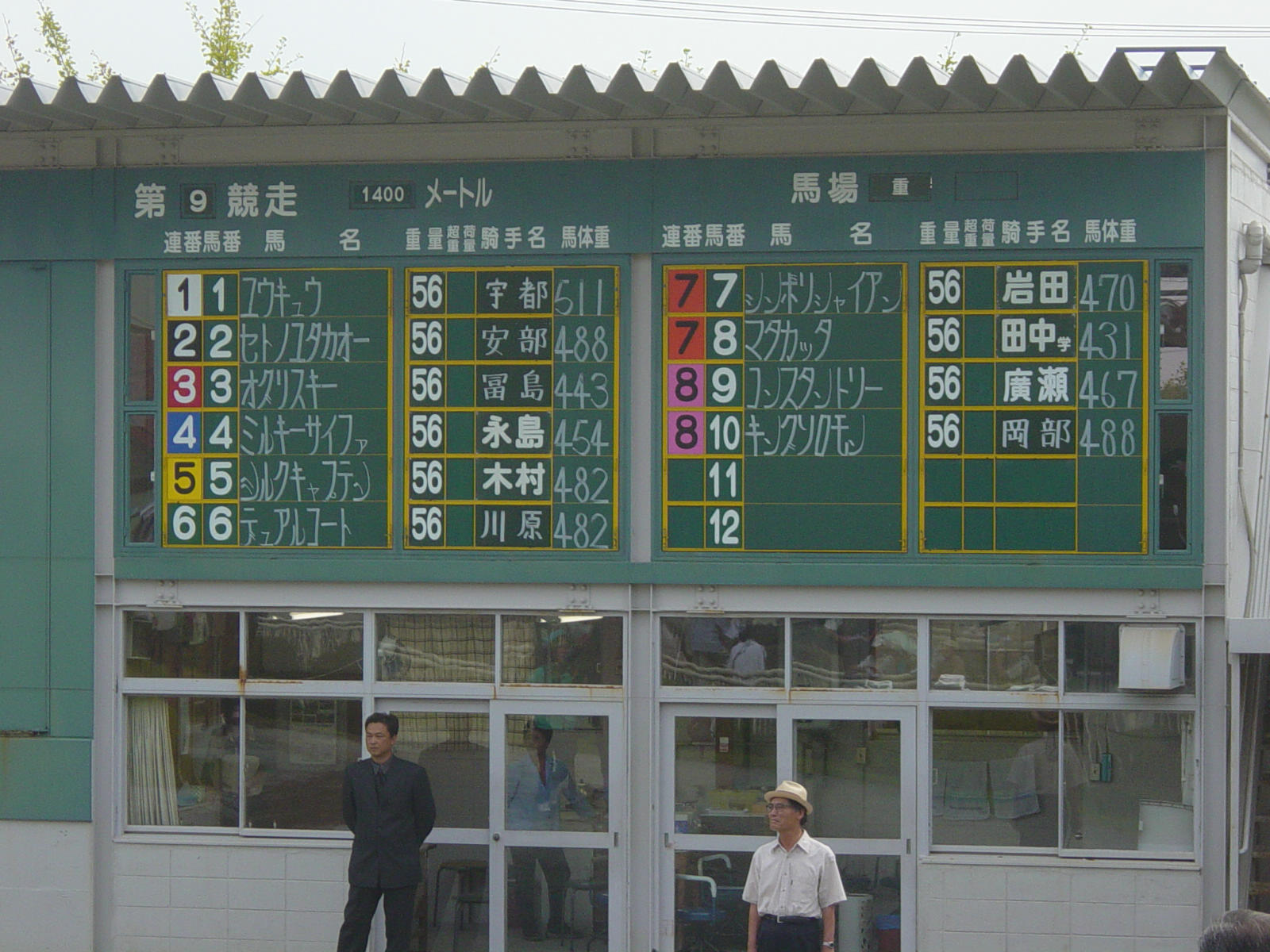
手書きの出馬表。遠征騎手の『宇都』『安部』『冨島』『川原』『岡部』が手書きである（2004年・姫路チャレンジカップ）
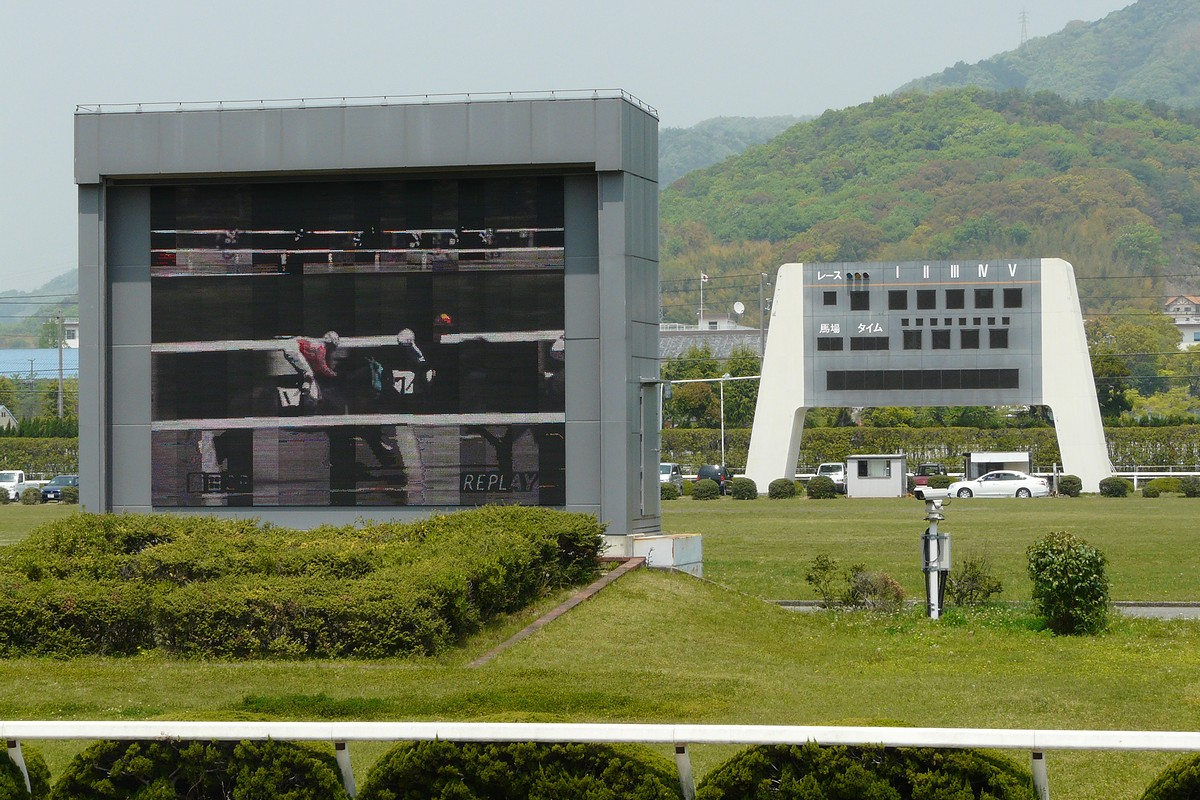
2018年まで使用された初代大型映像装置と着順掲示板（2010年）
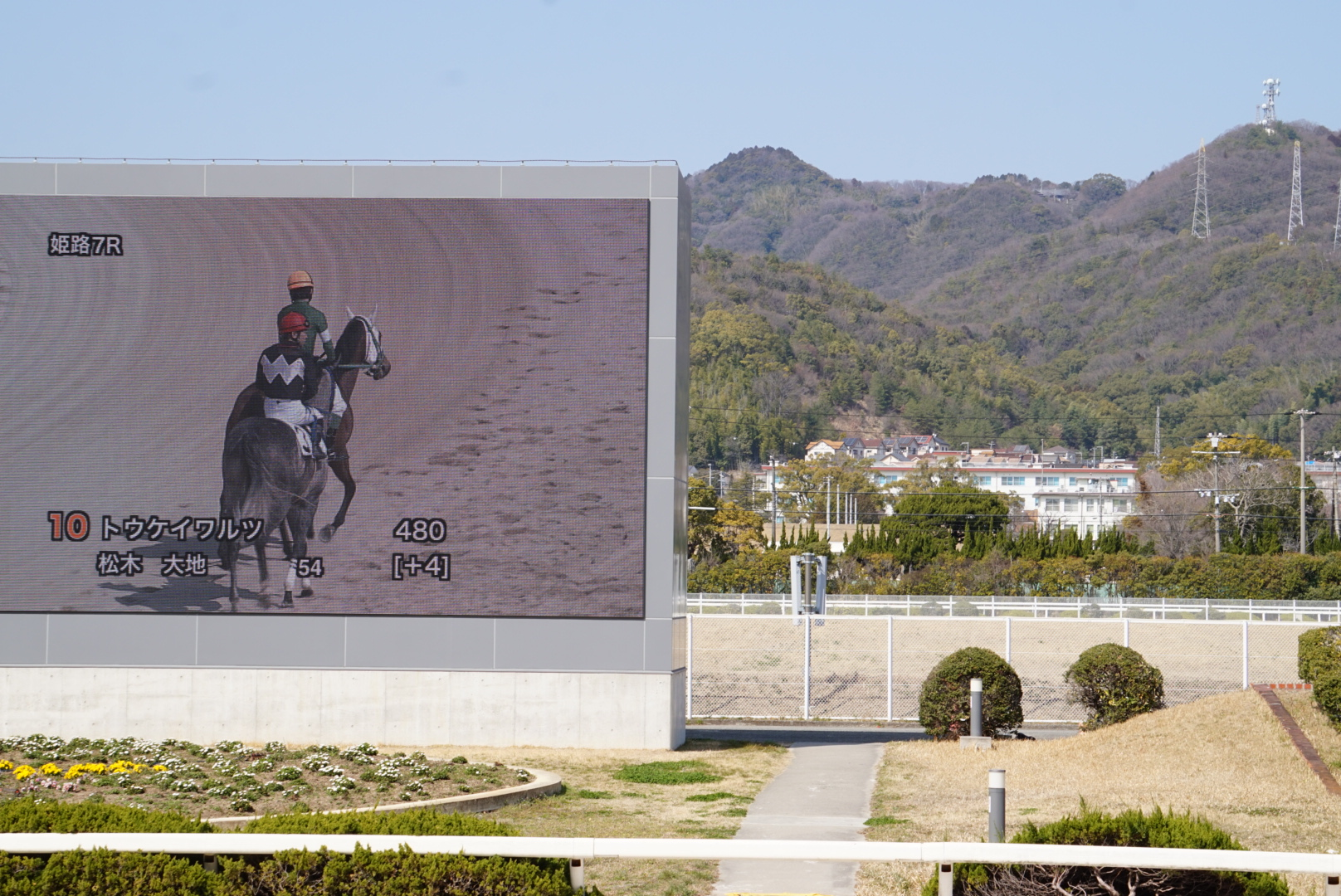
2018年より使用されている2代目大型映像装置。初代の写真にあった着順掲示板が撤去されていることがわかる（2021年）
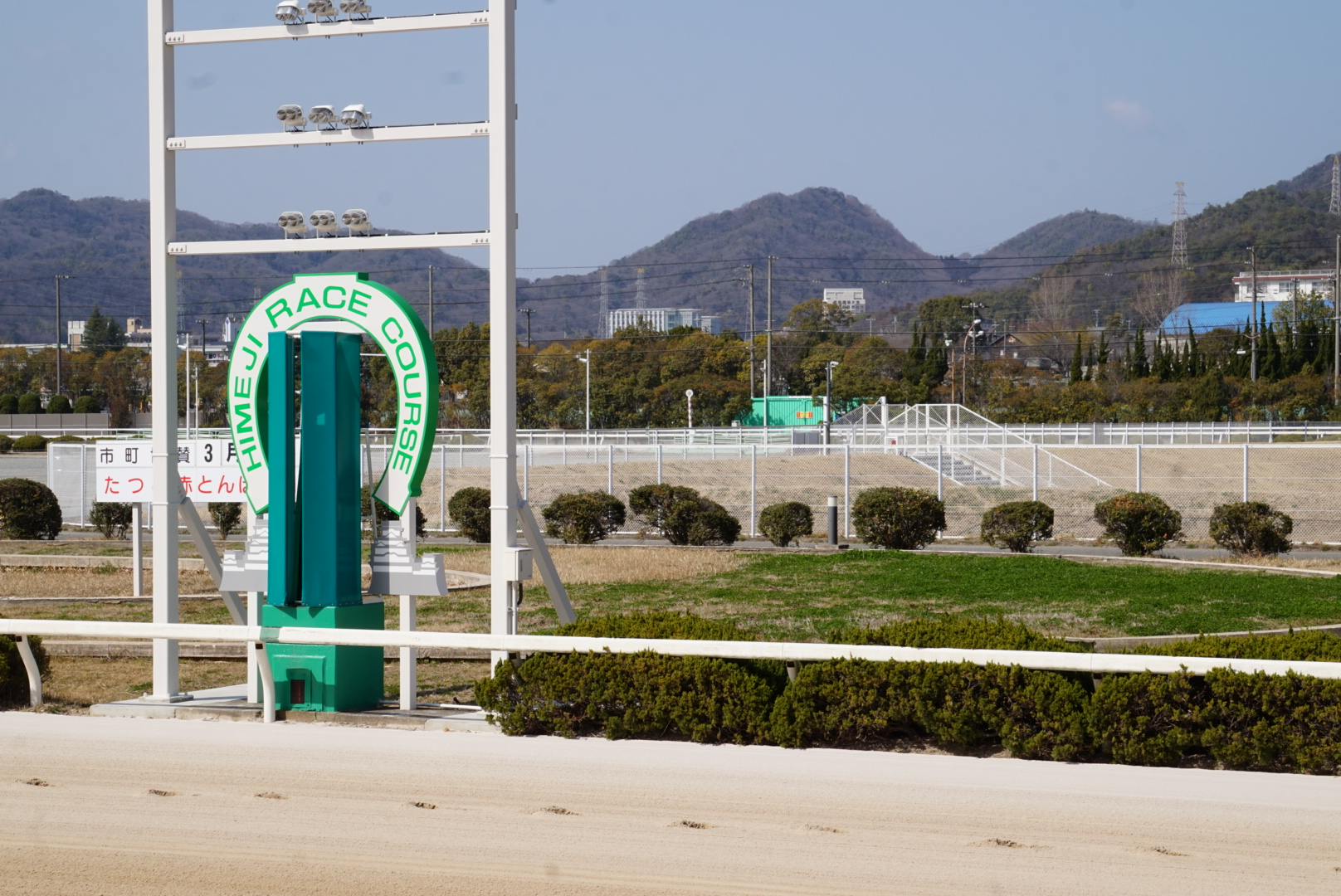
ゴール板（2021年）
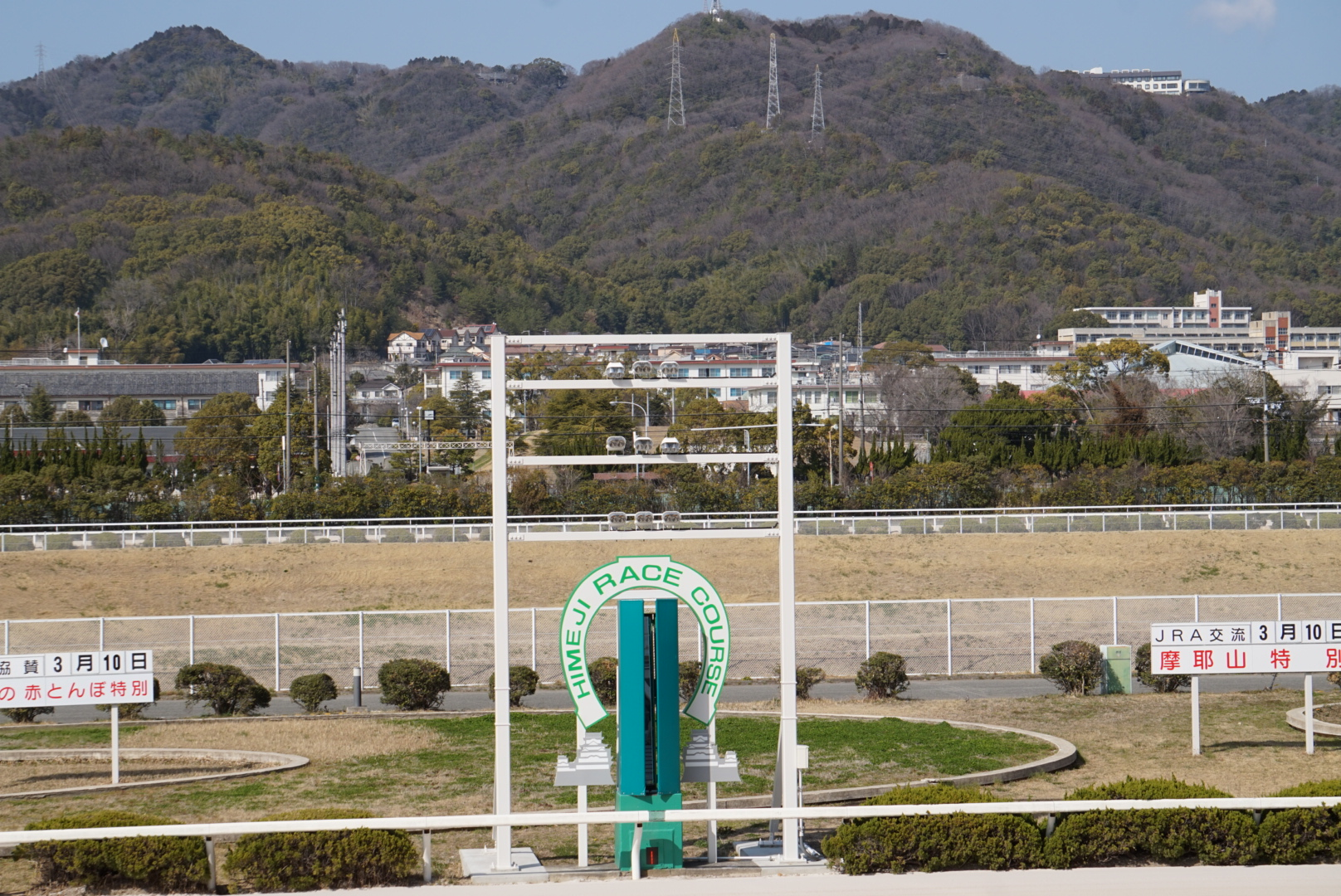
ゴール板前から広峰山を望む（2021年）
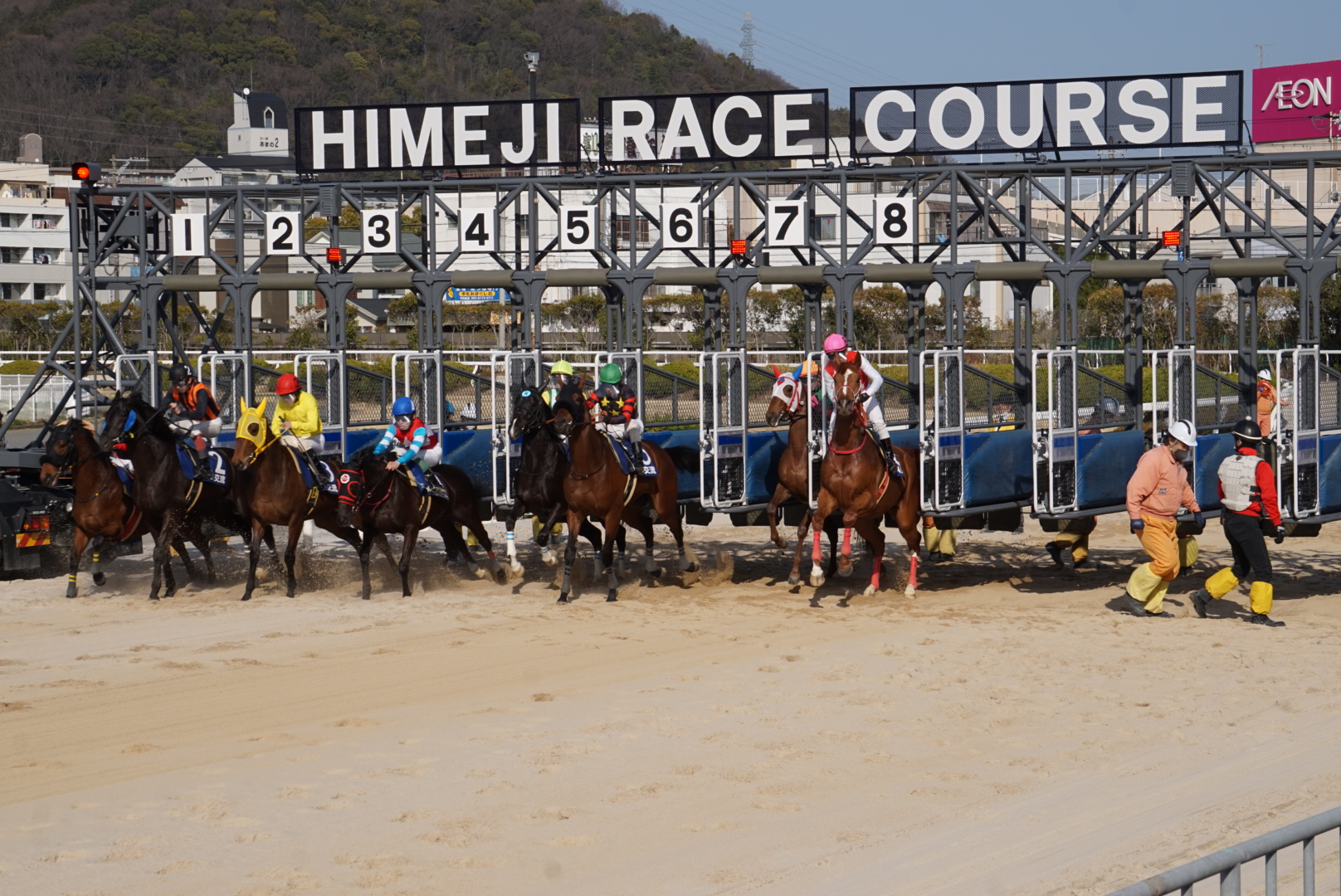
1400m戦のスタート、発馬機から飛び出す競走馬（2021年）
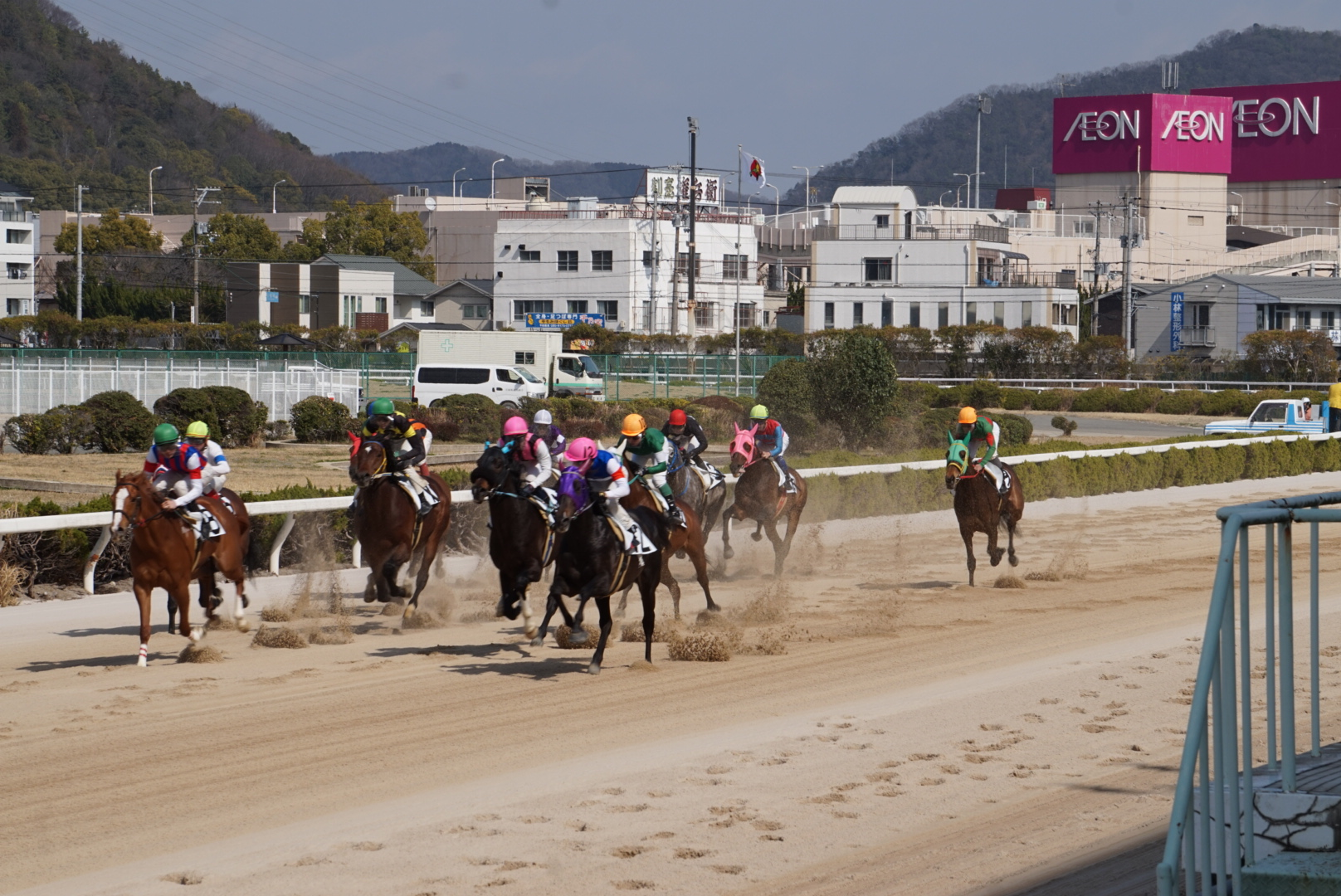
1400m戦のスタート直後、ホームストレッチに殺到する競走馬（2021年）

## アクセス
- JR姫路駅・山陽電鉄山陽姫路駅から無料送迎バス10分
- 神姫バス「競馬場前」停留所下車
- JR野里駅から徒歩約10分

## 場外発売
姫路競馬開催以外では、園田競馬開催時の場外発売の他、地方他場の交流重賞などの場外発売、中央競馬の場外発売も行われている。

### ウインズ姫路
2003年より、中央競馬の場外発売所としても活用されている。発売開始初年の2003年は毎週日曜だけだったが、2004年から土・日の開催に拡大された。なお、名称は姫路場外であったが、2012年1月よりウインズ姫路（姫路競馬場内）に正式名称が変更されている。
近年まで近畿地区のJRAの場外発売所の中で唯一磁気馬券を発売していたが、2008年6月上旬から2Fスタンドの自動券売機の更新工事が始まり、2008年6月14日をもってJRAの磁気馬券は近畿地区の全競馬場・WINSから姿を消すこととなった。
2011年2月13日、小倉競馬場で行われた3歳未勝利戦で、3連勝単式・1950万7010円という当時のJRA史上最高配当（WIN5以外）が飛び出し、2票中1票がここで発行された馬券だった。
当施設は平日払戻も行っているが、月曜の10:00から16:00までとなっている。また基本的にはハッピーマンデー、振替休日、年末年始の平日や代替（続行）競馬開催日に園田競馬が開催されない場合はJRAの馬券を発売する。ただしJRAが開催中止となった際の代替開催日が園田競馬開催日と重複する場合、園田競馬場外発売を優先させるため、JRAの馬券の発売を行わない場合もある。
当施設はJRAの発売システムを利用しているため、地方競馬共同トータリゼータシステムを利用してJRAの場外発売を行っているJ－PLACE各会場で購入した投票券は払戻できない。

## 発売する馬券の種類
姫路競馬場・JRAウインズ姫路
○…発売 ×…発売なし
| 単勝 | 複勝 | 枠番連複 | 枠番連単 | 馬番連複 | 馬番連単 | ワイド | 3連複 | 3連単 |
| ---- | ---- | -------- | -------- | -------- | -------- | ------ | ----- | ----- |
| ○    | ○    | ○        | ×        | ○        | ○        | ○      | ○     | ○     |

姫路競馬本場（園田競馬場外や他の地方競馬の場外も含む）や中央競馬場外における3連単の発売は全レース行っている。
- 土・日曜の中央競馬の場外発売時の馬券の種類は単勝・複勝・枠連[注釈 1]・馬連[注釈 2]・馬単[注釈 3]・ワイド・3連複・3連単の8種類である。
- 開催中は毎日園田競馬場で場外馬券を発売。 園田開催中は姫路で場外馬券を発売する。なお、両競馬場で共通の事象については園田競馬場#発売する馬券の種類を参照。
- 2008年7月17日までは姫路競馬本場（園田競馬場外や他の地方競馬の場外も含む）における3連単の発売は、最終競走から数えて4競走（11競走施行の場合、第8-11競走の4競走）に限られていたが2008年7月21日より全レース発売されている。また中央競馬場外における3連単の発売は最終競走から数えて4競走（12競走施行の場合、第9-12競走の4競走）に限られていたが、2008年7月19日より全レース発売されている（当初は夏・秋競馬開催期間中限定での発売予定であったが、その後も発売は継続されている）。

## 主要レース

### 重賞競走
2025年に開催の重賞を記載する（前年から1競走増）。
3歳
- 兵庫クイーンセレクション （重賞II・ダート1400m） - 桜花賞トライアル西日本地区出走馬選定競走
  - 2021年：姫路開催に変更。レース名称を兵庫クイーンセレクションに変更。西日本地区交流重賞に変更。
- 兵庫ユースカップ（重賞II・ダート1400m） - NHKマイルカップトライアル西日本地区出走馬選定競走
  - 2021年：園田競馬場走路改修工事に伴い、姫路競馬場で代替開催。レース名称を兵庫ユースカップに変更。西日本地区交流重賞に変更。
  - 2023年：姫路開催に変更。
- 兵庫若駒賞 （重賞I・ダート1800m）
  - 2023年までは2歳馬限定重賞として実施。2024年は実施しない。
  - 2025年：姫路開催に変更。距離を園田開催時代の1400mから1800mに延長して3歳馬限定重賞に変更し、菊水賞のステップレースとして実施。

4歳以上
- 兵庫ウインターカップ （重賞I・ダート1400m）
  - 2021年：姫路開催に変更。レース名称を兵庫ウインターカップに変更。全国交流重賞に変更。
- 白鷺賞（重賞I・ダート2000m） - 西日本地区交流重賞、兵庫県競馬唯一のダート2000mで実施される重賞
  - 2020年：姫路開催復活に合わせて、2005年以来15年ぶりに施行。同年のみ北陸・東海・近畿地区交流重賞として実施。
  - 2021年：西日本地区交流重賞に変更。

### 一時期姫路競馬場で開催されていた重賞競走
- のじぎく賞 - 2000年、2009年にダート1500mで実施。
- 兵庫ダービー - 2009年にダート1800mで、2010年にダート2000mで実施。
- 六甲盃 - 2005年～2006年にダート2000mで実施。
- 兵庫サマークイーン賞 - 2008年にダート1500mで、2012年にダート1800mで実施（重賞昇格以降）。オープン特別時代にも姫路競馬場での開催実績あり。
- 姫山菊花賞 - 2001年まで、ダート1700mのアラブ系限定競走として実施されていた。サラ系競走となった2002年にダート1500mで施行され、翌年から園田に移行。

## 廃止された重賞
- 播磨賞（2000m） - 3月に行なわれていた重賞。2001年から出走条件がサラブレッド系に限定。出走条件が混合に変更された2003年度（レースは2004年3月）の施行を最後に休止。
- 広峰賞（1500m） - 3歳限定。7月に行われていた重賞。2000年度以降の施行なし。
- 市川賞（1500m） - 2歳限定。11月に行われていた重賞。園田ジュニアカップの前哨戦。
- 姫路プリンセスカップ（1400m） - ファンタジーステークスの近畿・北陸・東海・中国地区トライアル。園田開催に移行したため、園田プリンセスカップとなった。

## CS中継
2009年4月より、スカパー!の鉄道チャンネル（255ch）で開催日に無料放送（ノースクランブル放送）の「姫路競馬」中継（2013年は開催がなく、園田競馬のみ）を放送していたが、標準画質放送の終了に伴い2014年3月末で終了した。
2014年4月からは地方競馬ナイン（701chか702ch）で中継を開始している。当初は当チャンネルの開局を機にスカパー!での中継から撤退するとしていたが、開局直前になって急遽中継を行うことが決まった。ただしばんえい競馬、ホッカイドウ競馬、名古屋競馬場、高知競馬場での中継を優先するため、中継しない日がある。そのため、地方競馬ナインで中継しない日は寄席チャンネル（542ch）で中継を補完している。

## 姫路競馬開催の変遷
かつては7月・11月・3月に3開催ずつ、計9開催を行っていたが、兵庫県競馬の馬券売上の低迷、それに伴う業績の悪化で組合の予算が厳しくなってきたことや、園田競馬場に比べて集客力や馬券売上で劣ることなどの理由で姫路競馬の開催日数は縮小され、概ね年間3開催まで減少した。2012年に園田競馬場で始まった金曜日のナイターが春から秋にかけての目玉となることもあり、2013年以降は兵庫県競馬の全日程を園田のみで開催しており、2012年を最後に2019年いっぱいまで姫路での開催は行われなかった。その間は毎年のように存続すべきかどうか議論されて、廃止の危機に追い込まれていた。そんな状況の中、園田競馬の馬券がインターネット投票の普及とその金ナイターの実施によって売上が回復し、兵庫県競馬の業績が改善されたため、一度は開催休止となった姫路競馬を再開させるという異例の決断に踏み切った。
- 2006年は当初6月に開催予定だったが、馬場改修に伴い開催不可能となったため、園田競馬場に差し替えられた。
- 2008年[注釈 4]は6月・7月、2009年と2010年は5月・6月にそれぞれ3回18日間開催。
- 2012年は7月から8月にかけて、5回28日間開催（園田競馬場でナイター設備設置工事の実施に伴うもの）。
- 2013年 - 2019年は開催されず、7年連続開催なしとなった。
- 2016年1月に兵庫県議会議員の竹内英明が現地調査を行ったところ、コース内にて船場川調節池設置工事を行っていることが明らかになった[10]。洪水調節池は2018年5月に完成し、2018年6月1日より貯留機能の供用が開始されたが、2018年6月以降も平常時に多目的利用するための人工芝グラウンド整備、利用者に知らせる警報装置やカメラなど監視システムの製作・設置工事等を進めているため、事業の完成は2018年度中の見込みとしていた[11]。
- 2018年、スタンドの耐震補強工事を2期にわたって実施。第1期は同年2月から8月末までスタンド西側を、第2期は同年9月から2019年3月末までスタンド東側を閉鎖して工事を行う。このため、開催再開は2019年度の見込みとなった[12]。
- 2019年2月18日、兵庫県競馬組合議会が開催された。2019年度予算のほか、姫路競馬レース再開の日程が公表され、2020年1月15日に開催再開されることが決まった[13]。
- 2020年は1月15日から1月23日が第1回6日間、1月28日から2月6日が第2回6日間の計2回12日間開催された。
- 2021年は園田競馬場で路盤改修工事を行うため[14]姫路での開催日数が拡大され、1月13日から4月8日まで年度を跨いで7回・39日（2020年度：6回・35日、2021年度：1回・4日）開催された。また、白鷺賞の他に3重賞競走が施行された。
- 2022年は1月12日から2月24日まで、4回・21日間開催された。期間中に前年に引き続き、兵庫クイーンセレクション、白鷺賞、兵庫ウインターカップ の3重賞が施行された。
- 2023年は1月17日から3月23日まで、5回・30日間開催された。兵庫ユースカップが2年ぶりに姫路での開催となった他、前年に引き続き、兵庫クイーンセレクション、白鷺賞、兵庫ウインターカップ の3重賞競走も姫路で施行された。
- 2024年は1月16日から3月7日まで、5回・26日間開催された。重賞については、前年から変更なく4競走が施行された[15]。
- 2025年は1月21日から3月6日まで、4回・22日間開催される予定。重賞については、前年から変更なく4競走に加えて、兵庫若駒賞を加えた５競走施行予定

## その他
- 2018年現在で姫路競馬場に本拠を置き、競走馬の調教を行なう厩舍は無い。
  - 1980年までは調教を行っていたが、西脇馬事公苑の完成に伴い移転した。
  - ただし厩舍区画はあり、また、最近でも通常トレーニングを行なう園田競馬場や西脇馬事公苑などで施設の改修を行う際などに、一時的に姫路に厩舍を移転させ、姫路のコースを利用して調教を行うことがある。